# Lambertia echinata
Lambertia echinata är en tvåhjärtbladig växtart. Lambertia echinata ingår i släktet Lambertia och familjen Proteaceae.

## Underarter
Arten delas in i följande underarter:
- L. e. citrina
- L. e. echinata
- L. e. occidentalis